# جایزه بزرگ هلند ۱۹۸۲
جایزه بزرگ هلند ۱۹۸۲ (انگلیسی: ‎1982 Dutch Grand Prix‎)، که به‌طور رسمی با نام بیست و نهمین جایزه بزرگ هلند شناخته می‌شود، یک مسابقهٔ موتوری در رشتهٔ اتومبیل‌رانی فرمول یک بود که در تاریخ ۳ ژوئیهٔ ۱۹۸۲ در پیست زاندفورت واقع در زاندفورت، هلند برگزار شد. این گراند پری در میان ۱۶ گراند پری در فصل ۱۹۸۲، مسابقهٔ شمارهٔ ۹ بود.
در این مسابقه که در ۷۲ دور و به مسافت ۳۰۶٫۱۴۴ کیلومتر (۱۹۰٫۲۲۹ مایل) برگزار شد، پول پوزیشن توسط رنه آرنوکس کسب شد و سریع‌ترین زمان برای طی یک دور پیست که برابر با ۱:۱۹٫۷۸۰ بود نیز توسط درک وارویک به ثبت رسید.
دیدیه پرونی از تیم فراری، نلسون پیکه از تیم برابام-ب‌ام‌و و ککه روسبرگ از تیم ویلیامز-فورد به‌ترتیب مقام‌های اول تا سوم مسابقه را کسب کردند.

## رده‌بندی قهرمانی پس از مسابقه
| جایگاه | راننده         | امتیاز |
| ------ | -------------- | ------ |
| ۱      | جان واتسون     | ۳۰     |
| ۲      | دیدیه پرونی    | ۲۹     |
| ۳      | ککه روسبرگ     | ۲۱     |
| ۴      | ریکاردو پاتریس | ۱۹     |
| ۵      | آلن پروست      | ۱۸     |
| منبع:  |                |        |

| جایگاه | سازنده       | امتیاز |
| ------ | ------------ | ------ |
| ۱      | مک‌لارن-فورد  | ۴۵     |
| ۲      | فراری        | ۳۵     |
| ۳      | ویلیامز-فورد | ۳۲     |
| ۴      | رنو          | ۲۲     |
| ۵      | برابام-فورد  | ۱۹     |
| منبع:  |              |        |

یادداشت
- تنها پنج جایگاه نخست از هر رده‌بندی نمایش داده شده است.